# Landhockey
Landhockey är en lagsport som spelas med boll och klubba med 11-mannalag. Den spelas på organiserad förbundsnivå i 98 länder och är en olympisk sport.
Under stora delar av 1900-talet dominerade Indien och Pakistan men idag är Tyskland, Spanien, Australien och Nederländerna de ledande nationerna. Dessutom bör Argentina och Belgien nämnas, vars herrlandslag spelade final vid OS 2016. Landhockey utövas även som inomhusvariant som spelas under höst och vinter och kallas då indoorhockey.
Landhockeyn räknas till hockeysporterna och internationellt kallas den ofta bara hockey, den svenskspråkiga termen har uppstått för att inte förväxlas med den i bland annat Sverige vanliga kortformen för ishockey. Hockey är ett lånord från engelskan och kan eventuellt härledas till medelfranskans hoquet, en krokig herdestav.

## Historia

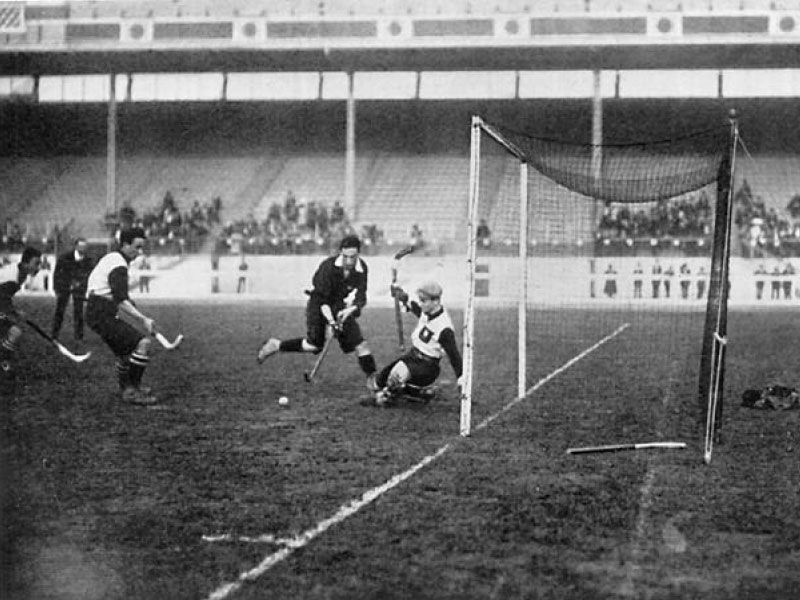
Landhockey vid OS i London 1908.

Landhockey har anor ett par tusen år tillbaka i tiden med liknande spel som tros ha spelats i det gamla Egypten och Persien. I norra Europa finns liknande idrotter i hurling (Irland) och Knattleikr (Island). I Punjab i Indien spelades under 1600-talet khido khundi som liknar landhockey.

### Den moderna landhockeyn
Den moderna landhockeyn började spelas under 1800-talet i England och dess kolonier. Från början av 1800-talet utövades landhockey i brittiska skolor, och 1849 bildades den första föreningen i Blackheath i London. 1887 följde den första landhockeyföreningen för kvinnor, Molesey Ladies.
1875 bildades det brittiska landhockeyförbundet. 1886 utarbetades det regelverk som ligger till grunden för dagens landhockey. Sporten delar många regler med bandy, som till början av 1900-talet brukade kallas hockey på is. Det första internationella mötet ägde rum 1895 mellan Irland och Wales (3–0).

### Olympisk sport och VM

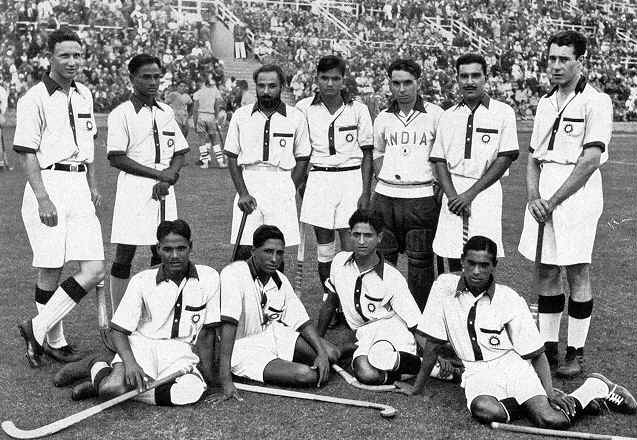
Indiens landhockeylag i Berlin 1936

Landhockey för herrar gjorde debut vid de olympiska spelen 1908 i London och återkom i Antwerpen 1920. Landhockey uteblev från OS 1924 varpå det internationella förbundet Fédération Internationale de Hockey sur Gazon (FIH) bildades. 1928 var landhockey tillbaka i OS och har så förblivit. Damerna tävlade första gången vid 1980 i Moskva.
Dominanter var Indien som vann samtliga OS-turneringar 1928–1956. Dhyan Chand och Richard James Allen var med vid Indiens tre första OS-segrar. Pakistan vann 1960 och 1968 och Indien tog OS-guld 1964. Det första europeiska laget att vinna en OS-turnering sedan 1920 blev Västtyskland 1972.
Världsmästerskapet i landhockey för herrar började spelas 1971 och arrangerades sedan 1973 och 1975. Pakistan blev de första världsmästarna efter finalseger över Spanien. Sedan VM 1978 arrangeras VM vart fjärde år. Världsmästerskapet i landhockey för damer började spelas 1974 och den första turneringen vanns av Nederländerna. Sedan 1986 spelas VM för damer vart fjärde år. 1994 blev Australien det tredje laget att vinna ett VM. Innan hade VM vunnits av antingen Nederländerna eller Tyskland. 2013 spelades Svenska mästerskapsfinalen i samband med VM-matchen på Färjestads Arena. Sveriges landslag lyckades inte ta sig vidare, varav SM-guldet spelades hem av BLCH då nummer 15: Andreas Nedin gjorde det segrande målet.

### Konstgräsrevolutionen
Fram till 1970-talet brukade landhockey spelas på gräs, men därefter har man framförallt i resursstarka länder alltmer och idag nästan uteslutande börjat spela på konstgräs. Olympiska landhockeymatcher spelades först på konstgräs vid olympiska sommarspelen 1976 i Montréal.
Landhockeyns kvalité höjdes i flera andra länder och detta har sedan 1970-talet återspeglats i spridningen av OS-medaljer. Bland annat klev på herrsidan Nya Zeeland och Australien fram tillsammans med europeiska länder som Tyskland och Nederländerna och från Sydamerika Argentina. Allra senast har även Belgien klivit fram som en stormakt, med guld både i VM och OS. På damsidan har Tyskland, Nederländerna, Australien och Argentina dominerat.

## Regler i korthet
Landhockey spelas idag företrädesvis på konstgräs men även gräs och grus används. Man spelar med 11-mannalag på en plan som mäter 91 x 55 meter.
Man får:
- Spela med klubbans flata sida
- Göra mål inom straffområdet
- Spela skuldra mot skuldra

Man får inte:
- Tackla motspelaren
- Spela utan klubba
- Göra mål utanför straffområdet
- Slå eller lyfta motspelarens klubba